# Krzysztof Warzycha
Krzysztof Ireneusz Warzycha (griechisch: Κριστόφ Βαζέχα) (* 17. November 1964 in Kattowitz) ist ein ehemaliger polnischer Fußballspieler und aktueller -trainer.

## Karriere
Warzycha begann seine Karriere beim polnischen Verein Ruch Chorzów. 1989, nach dem Gewinn der polnischen Meisterschaft, wechselte der Spieler als amtierender Torschützenkönig seines Landes zu Panathinaikos Athen nach Griechenland. Bei Panathinaikos erkämpfte sich Warzycha von Beginn an einen Stammplatz im Sturm und konnte eine Reihe von nationalen Titeln und Auszeichnungen sammeln, darunter fünf Meisterschaften sowie fünf Pokalsiege. Während dieser Zeit stieg Warzycha zum Publikumsliebling auf und bleibt bis heute auch bei einem großen Teil von Anhängern anderer Mannschaften einer der beliebtesten Sportler aller Zeiten in Griechenland.
Am 29. April 2001 bei einem Spiel gegen Ionikos Nikea erzielte Warzycha sein 233. Tor in der griechischen Meisterschaft und schloss zu Mimis Papaioannou auf, der bis dahin alleine auf Platz zwei der ewigen Torschützenliste lag. Am Ende der Saison konnte der Spieler auf die herausragende Quote von 235 Treffern in 352 Meisterschaftsbegegnungen blicken. Seine Karriere beendete Warzycha mit 244 Toren und ist somit neben seinem zweiten Platz in der ewigen Bestenliste Griechenlands amtierender Rekordtorschütze von Panathinaikos.
Neben seinen Erfolgen in der griechischen Meisterschaft konnte Warzycha auch international auf sich aufmerksam machen. Seine beste Saison hatte er dabei 1995/96, als er in der UEFA Champions League in neun Begegnungen insgesamt sechs Tore erzielte und es mit seiner Mannschaft bis ins Halbfinale des Wettbewerbs schaffte. Während seiner Karriere war Warzycha auch ein fester Bestandteil der Polnischen Nationalmannschaft, bei der er auf 50 Einsätze und neun Tore kam.
Angesichts seiner Leistungen und Verdienste für den griechischen Fußball wurde Krzysztof Warzycha, der im Sommer 2004 seine Karriere beendete, 1998 die griechische Staatsbürgerschaft verliehen.
Im Dezember 2009 wurde er Co-Trainer bei Panathinaikos Athen.

## Erfolge
- Polnischer Meister: 1988/89
- Griechischer Meister: 1989/90, 1990/91, 1994/95, 1995/96, 2003/04
- Griechischer Pokalsieger: 1990/91, 1992/93, 1993/94, 1994/95, 2003/04
- Griechischer Supercupsieger: 1993, 1994

### Auszeichnungen
- Torschützenkönig der polnischen Liga: 1988/89
- Torschützenkönig der griechischen Liga: 1993/94, 1994/95, 1997/98